# Дмитровский сельсовет (Егорьевский район)
Дмитровский сельсовет — упразднённая административно-территориальная единица, существовавшая на территории Московской губернии и Московской области до 1939 года.
Дмитровский сельсовет был образован в первые годы советской власти. По данным 1923 года он входил в состав Двоенской волости Егорьевского уезда Московской губернии.
В 1925 году к Дмитровскому с/с были присоединены Горский и Полбинский с/с, но уже в 1926 году они были выделены обратно.
В 1926 году сельсовет включал село Дмитриевка, деревню Полбино и мельницу на реке Устань.
В 1929 году Дмитровский с/с был отнесён к Егорьевскому району Орехово-Зуевского округа Московской области.
17 июля 1939 года Дмитровский с/с был упразднён. При этом его территория (селение Дмитровка) была передана в Полбинский с/с.